# Успаванка (филм из 2014)
Успаванка (енгл. Lullaby) америчка је драма из 2014. режисера и сценаристе Ендруа Левитаса.

## Радња
Џонатан је био далеко од своје породице, али открива да је његов отац, који болује од рака, одлучио да се искључи са апарата за одржавање живота. Има 48 сати да се помири са оцем, пронађе љубав свог живота и помири се са сестром.

## Улоге
| Глумац              | Улога           |
| ------------------- | --------------- |
| Гарет Хедлунд       | Џонатан         |
| Ричард Џенкинс      | Роберт          |
| Ен Арчер            | Рејчел          |
| Џесика Браун Финдли | Карен           |
| Ејми Адамс          | Емили           |
| Џесика Барден       | Мередит         |
| Теренс Хауард       | др Крајер       |
| Џенифер Хадсон      | болничарка Кари |